# Simple DirectMedia Layer

Simple DirectMedia Layer

Simple DirectMedia Layer (SDL) est une bibliothèque logicielle libre. Son API est utilisée pour créer des applications multimédias en deux dimensions pouvant comprendre du son comme les jeux vidéo, les démos graphiques, les émulateurs, etc. Sa portabilité sur la plupart des plateformes et sa licence zlib, très permissive, contribuent à son succès.

## Fonctionnalités
La SDL permet de gérer avec une simplicité relative les éléments suivants :
- l'affichage vidéo dans des fenêtres systèmes ou en plein écran ;
- la manipulation des événements matériels et logiciels ;
- l'audio numérique (en concurrence sur ce point avec OpenAL) et ses périphériques ;
- les périphériques d'entrées communs comme le clavier, la souris, le joystick ;
- la lecture des supports de mémoire de type CD-Audio ;
- l'utilisation du multithreading pour le partage des temps de calcul processeur;
- l'utilisation de timers pour mesurer le temps avec précision.

Parmi les modules complémentaires disponibles pour la SDL, les plus connus sont :
- SDL_ttf : Permet l'utilisation des polices de caractères TrueType Font
- SDL_image : Prendre en charge plusieurs formats d'images comme BMP, PNM, XPM, LBM, PCX, GIF, JPEG, PNG, TGA
- bibliothèque de primitives pour le dessin 2D
- SDL_net : Manipuler les sockets réseau UDP et TCP .
- SDL_gfx : Manipulation mathématique sur les surfaces comme des rotations et des zooms .
- SDL_mixer : Prendre en charge plusieurs format de sons comme MP3.

La SDL peut travailler avec la bibliothèque graphique OpenGL.

## Systèmes supportés
Cette bibliothèque est disponible sous Windows, Windows CE, BeOS (SDL 1.2), Mac OS (SDL 1.2), OS/2 (SDL 1.2), et la plupart des systèmes UNIX comme macOS, Linux, Android (qui est basé sur Linux), FreeBSD, NetBSD, OpenBSD, BSD/OS, Solaris, IRIX, et QNX (SDL 1.2). Elle fonctionne aussi sous quelques systèmes embarqués comme des consoles de jeu portable (SDL 1.2). Elle est supportée par WebAssembly.

## Langages supportés
Écrite en C, elle est aussi utilisable depuis d'autres langages de programmation, dont le C++ (pour toutes les versions).

### Version 1.2
Java, Lua, ...

### Version 2.0
Ada, C#, D, Go, Lua, OCaml, Pascal, Rust, Fortran

## Logiciels utilisant SDL

### Moteurs de jeux
- TIC-80
- LÖVE
- OGRE
- Source 2
- Unity

### Émulateurs de machines de jeu
- DeSmuME (Nintendo DS)
- frotz (Z-machine)
- fs-UAE (Amiga)
- MAME (bornes d'arcades)
- MESS (divers consoles de jeu et micro-ordinateurs)
- Mednafen (divers)
- mgba (Game Boy)
- OpenMSX (ordinateurs MSX)
- PPSSPP (PSP)
- RetroArch (divers)
- ScummVM (point and click)
- snes9x (SNES)
- Stella (Atari 2600)
- Vice (ordinateurs Commodore 8 bits)
- Yabause (Sega Saturn)
- Yuzu (Nintendo Switch)

### Applications
- Blender (modélisation 3D et animation)
- FFmpeg (montage encodage et décodage multimédia)
- FluidSynth (synthétiseur MIDI logiciel)
- Krita (dessin/peinture numérique/animation)
- QEMU (émulateur d'architecture matérielle et virtualisation)
- Steam (logiciel de distribution de jeux multiplateforme)
- Wine (wrapping de bibliothèques Windows)

### Bibliothèques
- GEGL (bibliothèque de traitement d'image de GIMP)
- GStreamer (flux multimedia)
- MLT (flux multimedia)
- mpg123 (flux multimedia)
- PipeWire (flux multimedia et mixage)
- wxWidgets (GUI Toolkit)

## Historique
Sam Lantinga crée la bibliothèque en 1998. L'idée lui vient tandis qu'il faisait un portage d'application de Windows vers Macintosh. Peu après, il utilise SDL pour porter Doom sur BeOS. Sam travailla ensuite pour Loki Software et d'autres bibliothèques libres se joignant à SDL, telles SMPEG et OpenAL.
La version 2.0.0 est publiée le 13 août 2013 . Au nombre des changements principaux, la possibilité d'accélérer « matériellement » le rendu et un changement de licence : licence Zlib à la place de la LGPL. Un guide de migration de la version 1.2.0 vers la version 2.0.0 est disponible. La compatibilité avec certains systèmes est sacrifiée.
La version 2.0.6, sortie le 22 septembre 2017 ajoute le support multiplateforme de l'API graphique Vulkan via le fichier SDL_vulkan.h, la gestion de composition 2D avec des modes de blends, le support de plusieurs nouveaux contrôleurs de jeu et un certain nombre d'améliorations dans les fonctions utilisées pour leur gestion, une fonction de détection de la présence du SIMD ARM NEON pour l'architecture ARM, une fonction de copie de surface, support expérimental du pilote audio JACK, et des fonctions de ré-échantillonnage sonore et changement d'échelle graphique.
À la Game Developers Conference (GDC) 2023, Sam Lantinga et Ryan Gordon, présentent le futur de SDL avec la version 3.0 à venir.

## Galerie

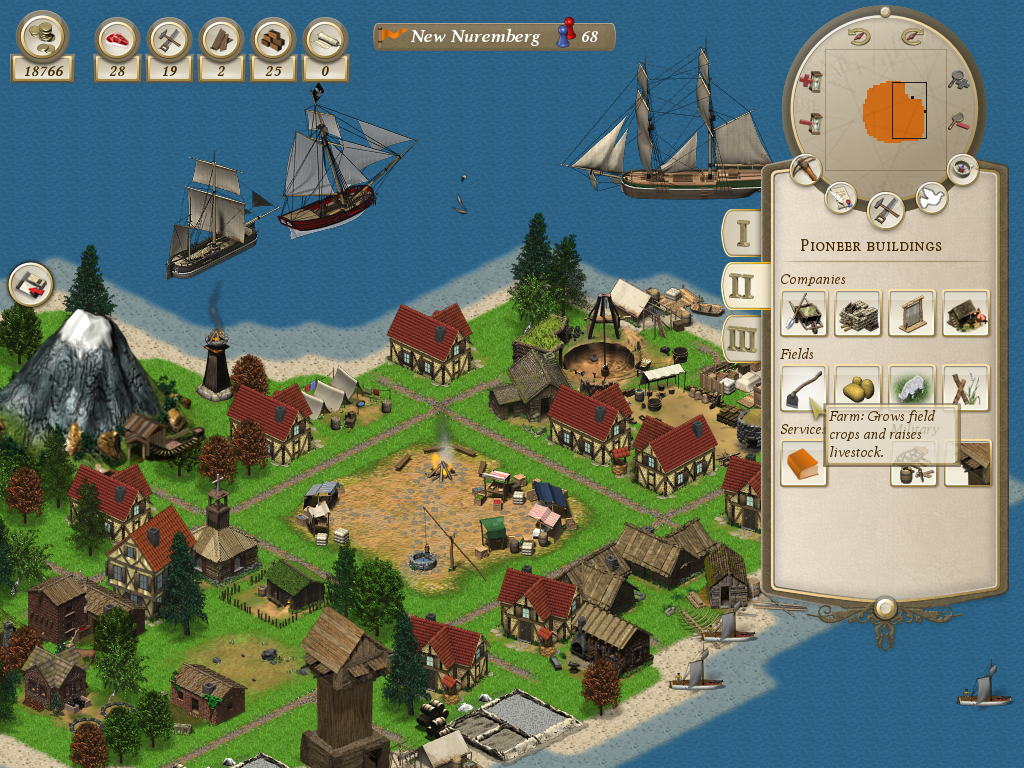
Unknown Horizons
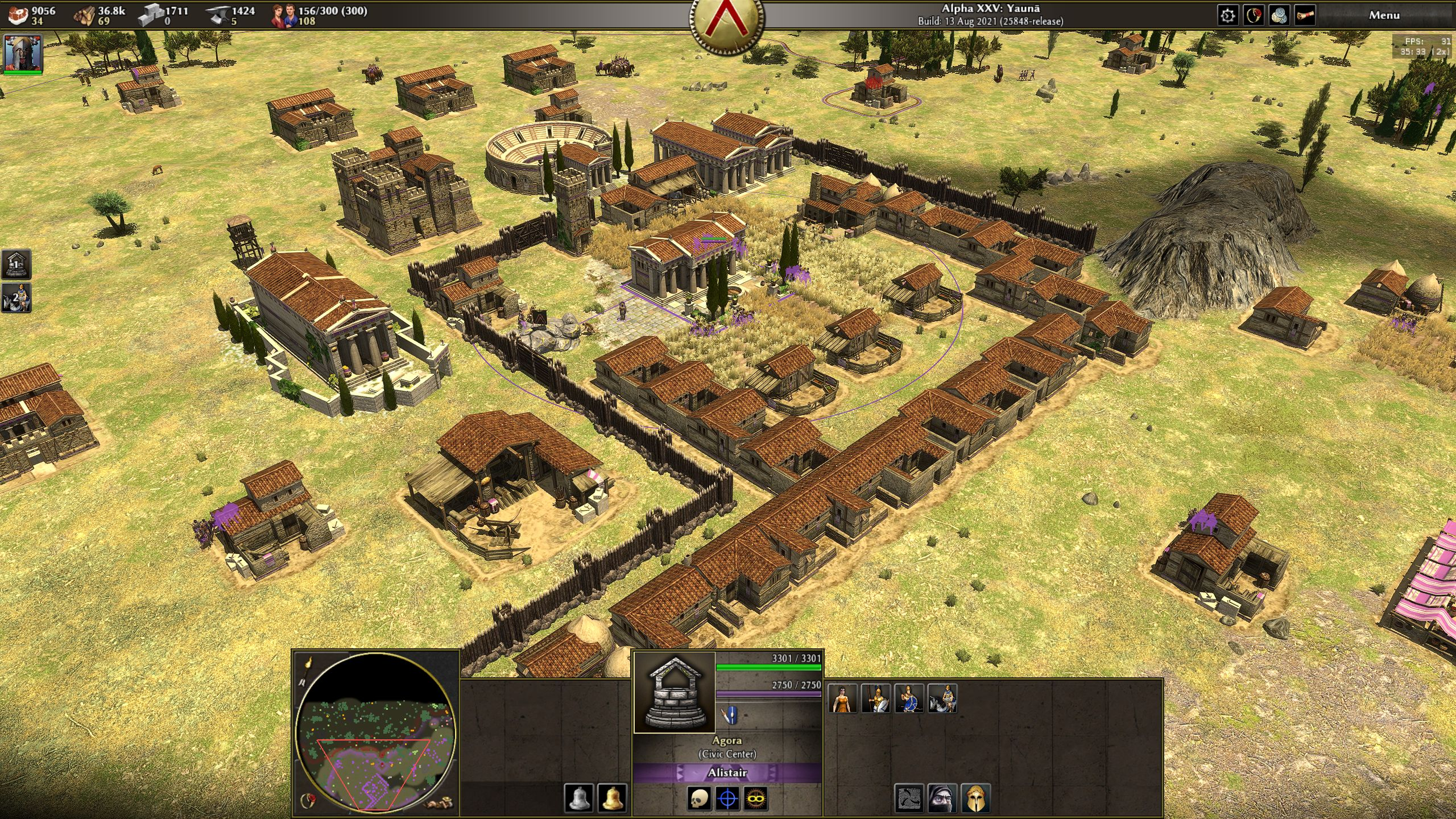
0 A.D.
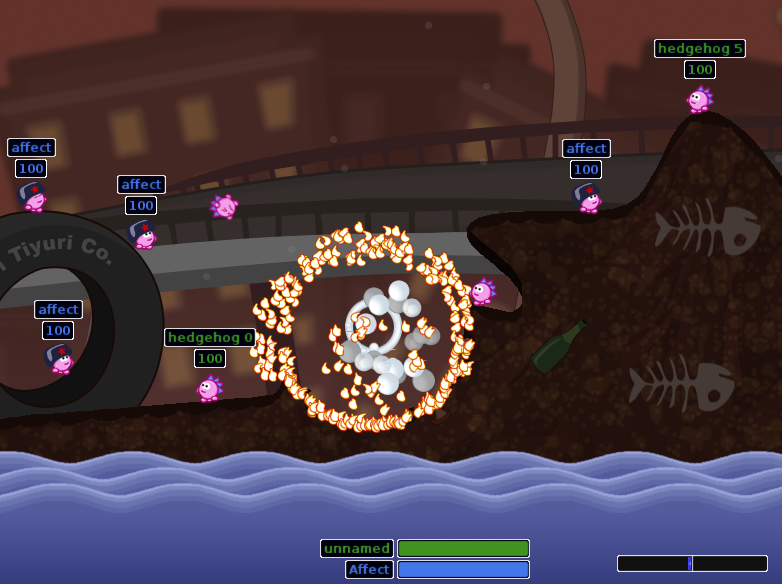
Hedgewars
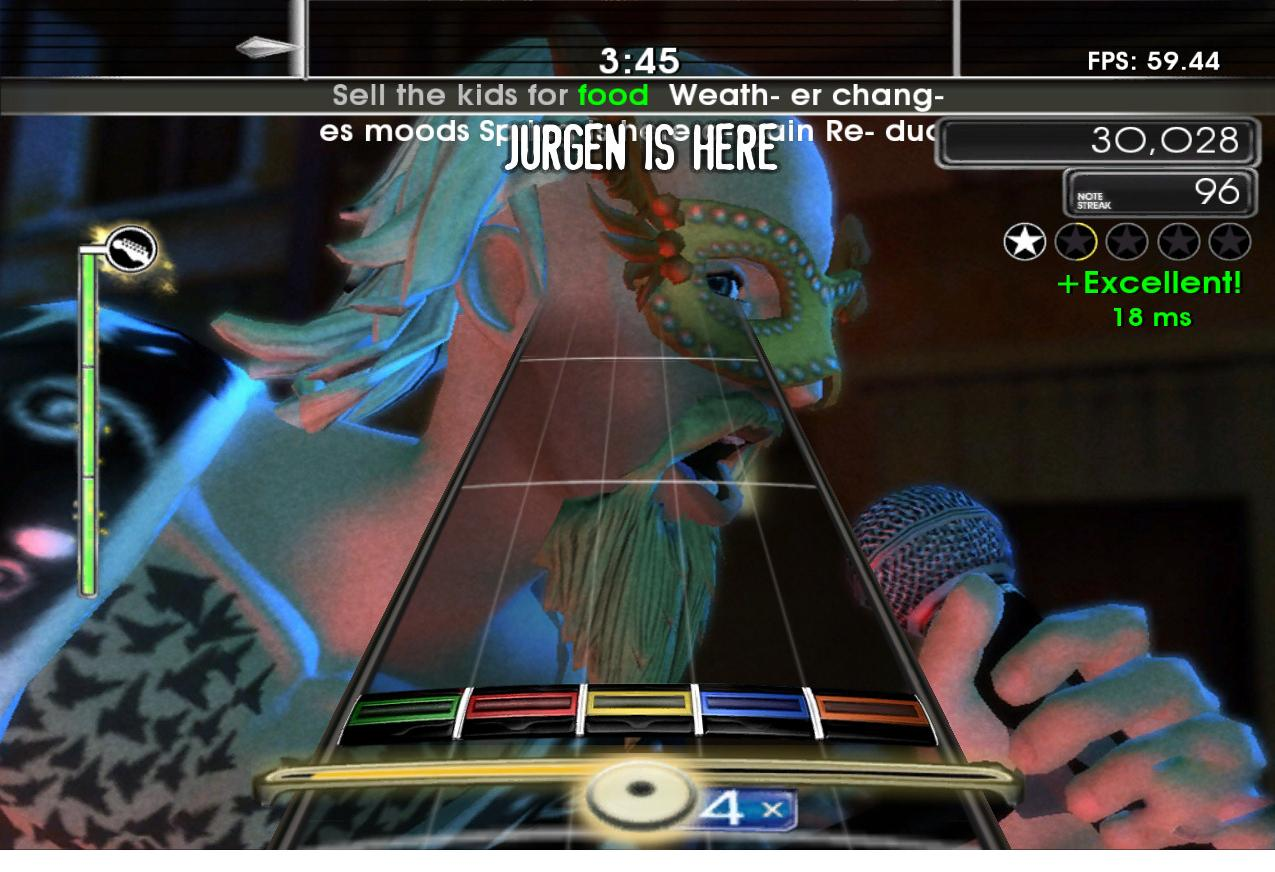
Frets on Fire
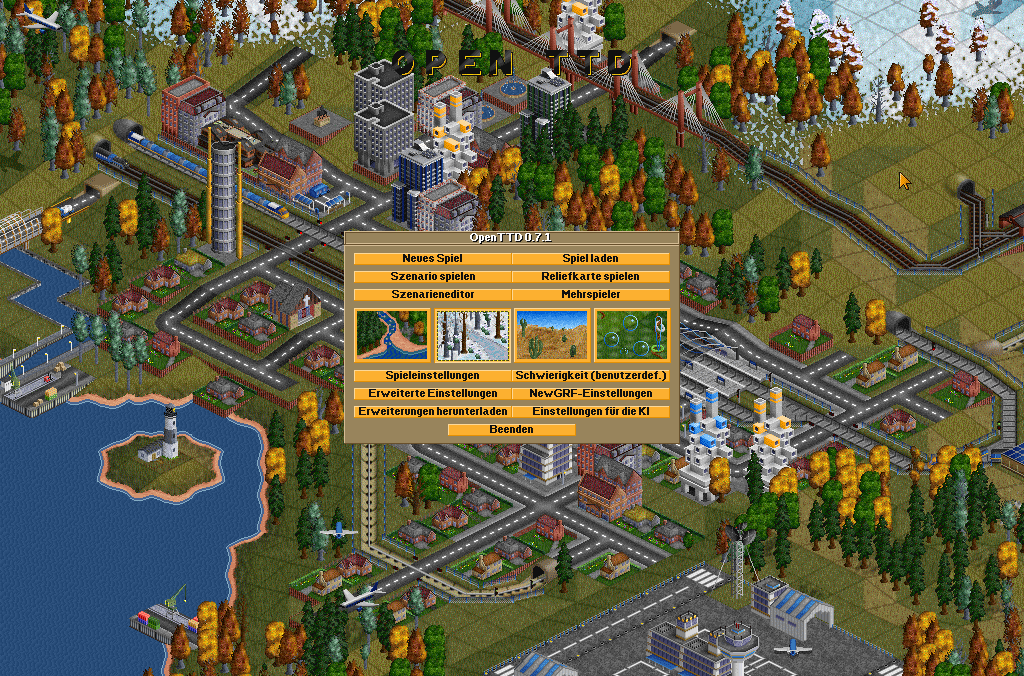
OpenTTD
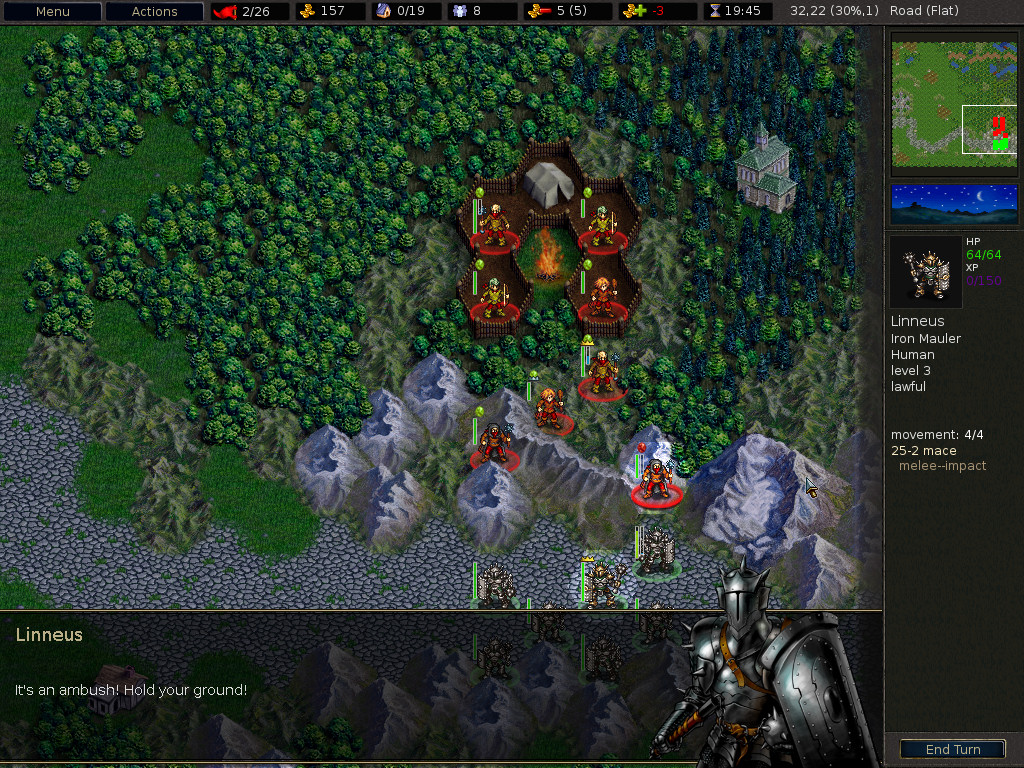
Battle for Wesnoth
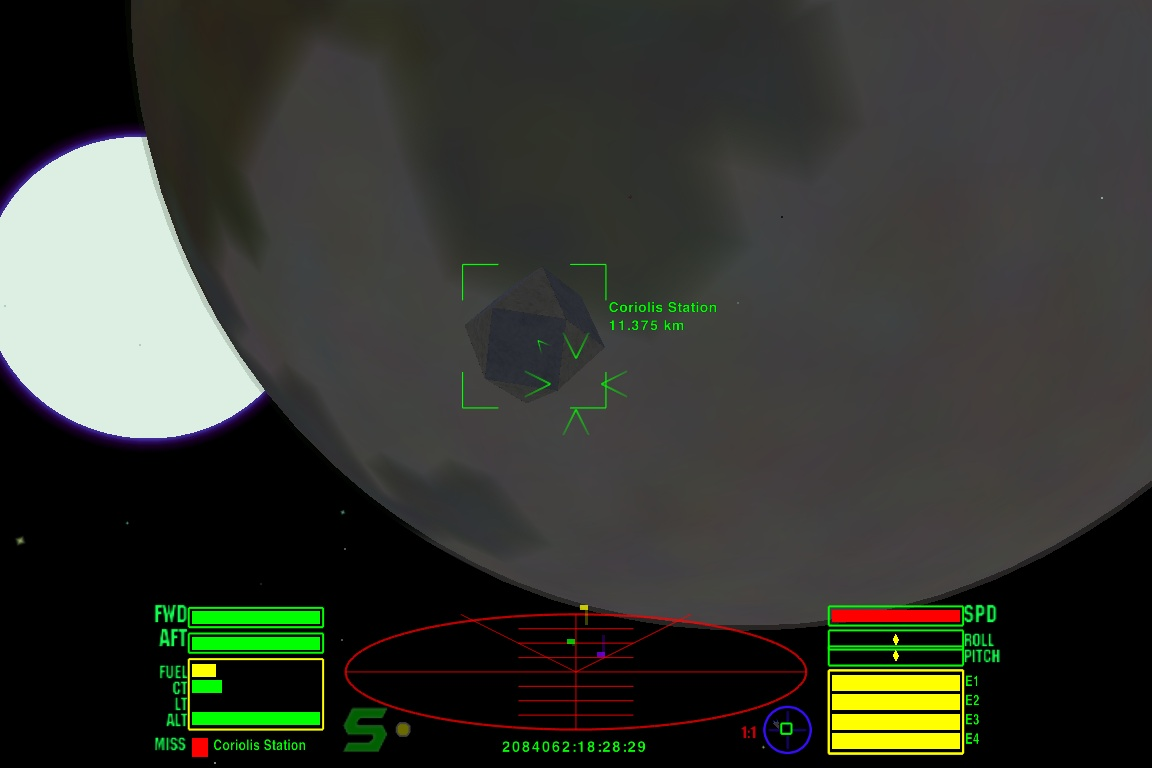
Oolite
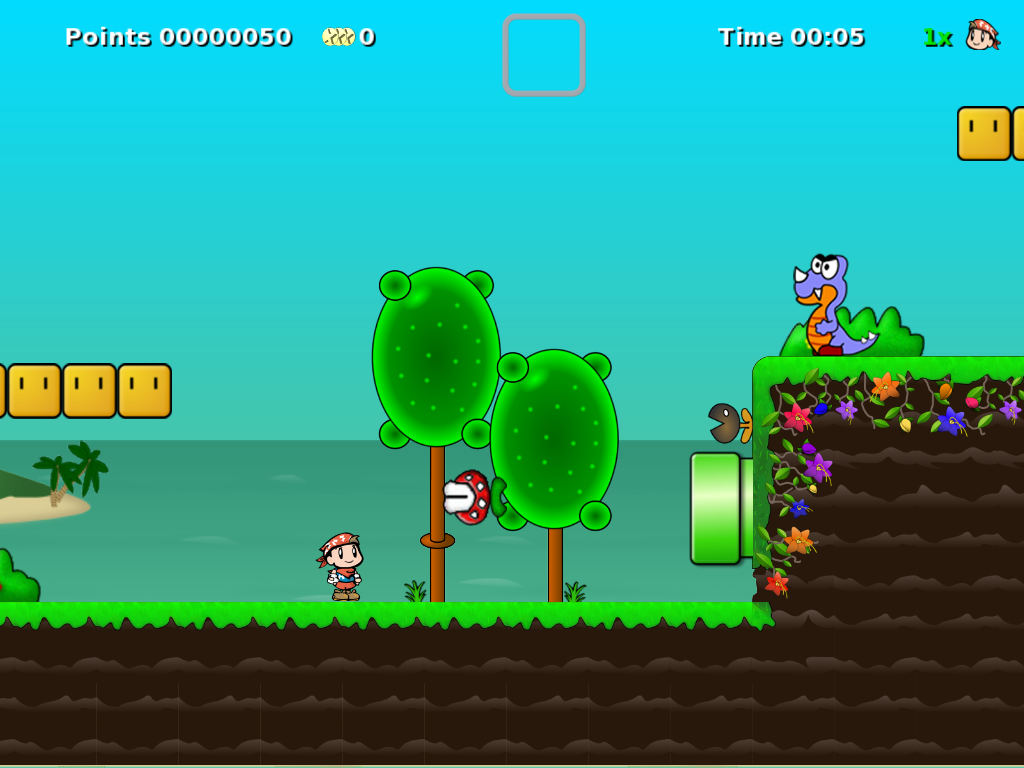
Secret Maryo Chronicles
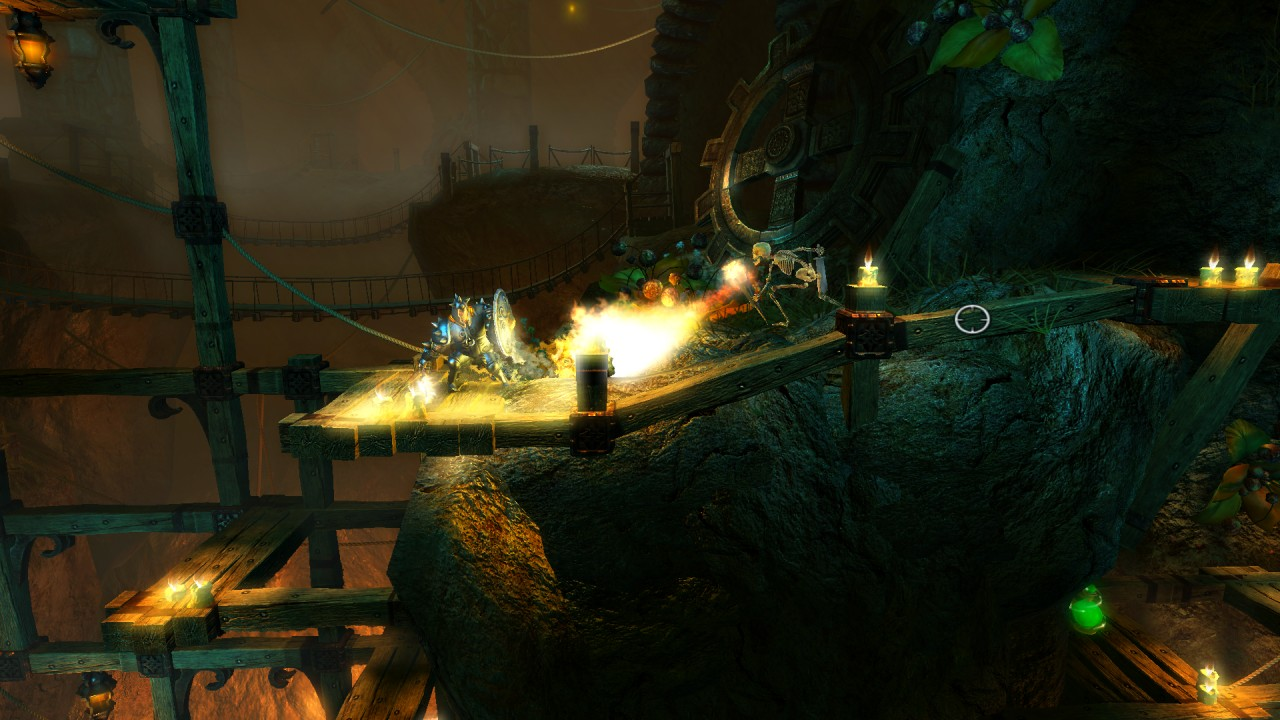
Trine
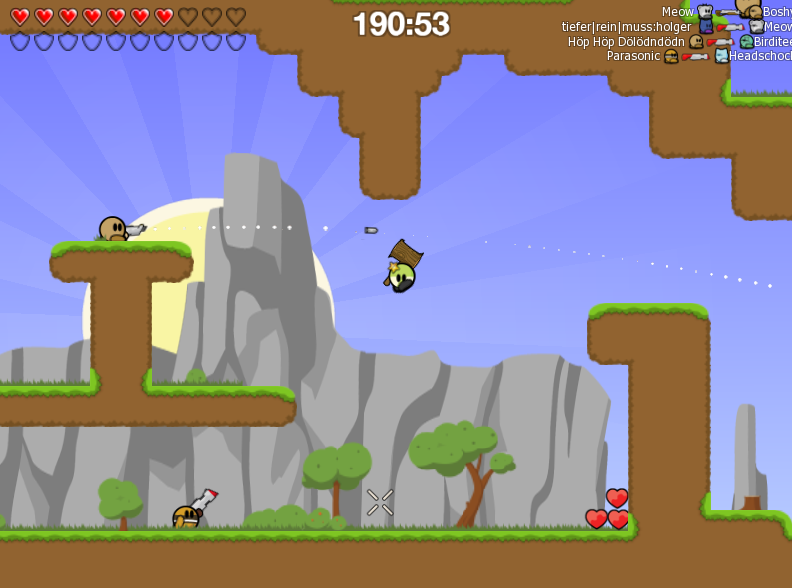
Teeworlds